# 溺水小刀
《溺水小刀》是日本漫畫家GEORGE朝倉的少女漫畫作品。於講談社漫畫雜誌《別冊FRIEND》2004年11月号至2014年1月号期間連載，單行本全17卷。
真人電影於2016年11月5日在日本上映。

## 劇情簡介
小學六年級的夏芽搬離東京，來到一個鄉下小鎮。她在那裏認識一名少年讓她體會到了一種前所未有的感受，那份無止盡的感覺，讓她不知所措，足以超越一切的特別……

## 登場人物
望月夏芽

長谷川航一朗

大友勝利

松永加奈

西條櫻司

西條薰

廣能晶吾

## 舞台
浮雲町（うきぐもちょう）

## 出版書籍
| 冊數 | 講談社         | 講談社                 | 東立出版社     | 東立出版社             |
| 冊數 | 發售日期       | ISBN                   | 發售日期       | ISBN                   |
| ---- | -------------- | ---------------------- | -------------- | ---------------------- |
| 1    | 2005年3月11日  | ISBN 4-06-341418-3     | 2006年6月21日  | ISBN 986-11-8103-2     |
| 2    | 2005年10月13日 | ISBN 4-06-341447-7     | 2006年6月21日  | ISBN 986-11-8104-0     |
| 3    | 2006年4月13日  | ISBN 4-06-341468-X     | 2006年8月17日  | ISBN 986-11-8460-0     |
| 4    | 2006年10月13日 | ISBN 4-06-341491-4     | 2007年3月27日  | ISBN 978-986-11-9213-0 |
| 5    | 2007年2月13日  | ISBN 978-4-06-341511-7 | 2007年7月20日  | ISBN 978-986-11-9214-7 |
| 6    | 2007年7月13日  | ISBN 978-4-06-341532-2 | 2008年2月3日   | ISBN 978-986-10-0335-1 |
| 7    | 2007年12月13日 | ISBN 978-4-06-341552-0 | 2008年4月16日  | ISBN 978-986-10-1173-8 |
| 8    | 2009年8月10日  | ISBN 978-4-06-341636-7 | 2009年11月18日 | ISBN 978-986-10-4330-2 |
| 9    | 2010年1月13日  | ISBN 978-4-06-341662-6 | 2010年7月5日   | ISBN 978-986-10-5209-0 |
| 10   | 2010年6月11日  | ISBN 978-4-06-341688-6 | 2011年1月7日   | ISBN 978-986-10-5976-1 |
| 11   | 2010年11月12日 | ISBN 978-4-06-341714-2 | 2011年4月26日  | ISBN 978-986-10-6842-8 |
| 12   | 2011年5月13日  | ISBN 978-4-06-341743-2 | 2011年12月13日 | ISBN 978-986-10-7984-4 |
| 13   | 2012年7月13日  | ISBN 978-4-06-341810-1 | 2013年7月24日  | ISBN 978-986-317-739-5 |
| 14   | 2012年11月13日 | ISBN 978-4-06-341826-2 | 2013年8月30日  | ISBN 978-986-324-610-7 |
| 15   | 2013年5月13日  | ISBN 978-4-06-341858-3 |                |                        |
| 16   | 2013年11月13日 | ISBN 978-4-06-341884-2 |                |                        |
| 17   | 2014年2月13日  | ISBN 978-4-06-341901-6 |                |                        |

## 電影
真人電影於2016年11月5日上映。監督為山戸結希。主演小松菜奈、菅田將暉。

### 演員
- 望月夏芽 - 小松菜奈
- 長谷川航一朗 - 菅田将暉
- 大友勝利 - 重岡大毅
- 松永加奈 - 上白石萌音
- 廣能晶吾 - 志磨遼平

### 製作團隊
- 導演 - 山戸結希
- 劇本 - 井土紀州、山戸結希
- 音樂 - 坂本秀一
- 主題曲 - dresscodes「コミック・ジェネレイション」[5]
- 音樂製作人 - 菊地智敦
- 攝影 - 柴主高秀
- 照明 - 宮西孝明
- 錄音 - 飴田秀彦
- 調音 - 山本タカアキ
- 音響效果 - 齋藤昌利
- 美術 - 三ツ松けいこ
- 服裝 - 伊賀大介
- VFX指導 - Odyssey
- 動作指導 - 出口正義
- 顯像 - 東映Lab Tech
- 外景協力 - 和歌山電影委員會、熊野新宮電影委員會、新宮市、田辺市、串本町、那智勝浦町　ほか
- 企画 - 瀬戸麻理子
- 副製作人 - 永田博康
- 製作人 - 朴木浩美
- 企画協力 - 松竹撮影所
- 製作委員会成員 - GAGA、文化娛樂

### 相關商品

#### 影音
DVD
- 溺水小刀 DVD 典藏版（GAGA、2017年4月21日發售、GADS-1455）
- 溺水小刀 DVD 普通版（GAGA、2017年4月21日發售、GADS-1456）

Blu-ray
- 溺水小刀 Blu-ray典藏版（GAGA、2017年4月21日發售、GABS-1454）

#### 小說
- （著：松田朱夏、講談社KK文庫）

2016年10月6日発売、ISBN 978-4-06-199586-4

## 得獎
漫畫
- 這本漫畫真厲害！ 2010年女生篇第17名

電影
- 第90屆電影旬報十佳獎（2017年）[6]
  - 新人女優獎（小松菜奈、《錯亂的一代（日语：ディストラクション・ベイビーズ）》、《我才不會對黑崎君說的話言聽計從》、《廢柴特攻隊（日语：生活 (漫画)）》同時得獎）